# Sin (film fra 1915)
 For alternative betydninger, se Sin. (Se også artikler, som begynder med Sin)
Sin er en amerikansk stumfilm fra 1915 af Herbert Brenon.

## Medvirkende
- Theda Bara som Rosa.
- William E. Shay som Luigi.
- Warner Oland som Pietro.
- Louise Rial som Maria.
- Henry Leone som Giovanni.